# Campeonato Mundial de Futebol de Areia de 2003
O  Campeonato Mundial de Futebol de Areia de 2003 foi a nona edição do Campeonato Mundial de Futebol de Areia. Retornando a Praia de Copacabana no Rio de Janeiro a ser sede do Campeonato Mundial de Futebol de Areia depois de 4 anos, o torneio ocorreu entre os dias 16 e 23 de Fevereiro na Praia de Copacabana no Rio de Janeiro.

## Regulamento
Oito equipes estiveram presentes nas finais no Brasil, divididos em 4 grupos de 2 times. Cada time jogava contra os outros dois do seu grupo em formato de "todos-contra-todos", sendo que os dois times melhores colocados avançam para as quartas de final . As quartas de final, semifinais e final foram disputadas em modo de eliminação simples. Em caso de partida empatada na fase eliminatória, as penalidades máximas em modo de morte súbita.

## Qualificações
Das 8 equipes,4 equipes vieram da Europa, duas equipes vieram da América do Sul, incluindo o anfitrião Brasil, uma equipe da América do Norte e uma equipe da Ásia.
Zona Europeia
- Itália
- França
- Portugal
- Espanha

Zona Sul-Americana:
- Uruguai

Zona Norte Americana:
- Estados Unidos

Zona Asiática:
- Japão

Sede:
- Brasil (Zona Sul-Americana)

## Fase de Grupos

### Group A
| Equipe         | Pts | J | V | V+ | D | GM | GS | +/- |
| -------------- | --- | - | - | -- | - | -- | -- | --- |
| Brasil         | 9   | 3 | 3 | 0  | 0 | 26 | 6  | 20  |
| Espanha        | 6   | 3 | 2 | 0  | 1 | 19 | 13 | 6   |
| Itália         | 3   | 3 | 1 | 0  | 2 | 11 | 19 | -8  |
| Estados Unidos | 0   | 3 | 0 | 0  | 3 | 8  | 26 | -18 |

| 16 de Fevereiro | Brasil | 6 - 3 | Espanha | Praia de Copacabana |
|                 |        |       |         |                     |

| 17 de Fevereiro | Espanha | 8 - 3 | Estados Unidos | Praia de Copacabana |
|                 |         |       |                |                     |

| 18 de Fevereiro | Brasil | 7 - 2 | Itália | Praia de Copacabana |
|                 |        |       |        |                     |

| 19 de Fevereiro | Itália | 5 - 4 | Estados Unidos | Praia de Copacabana |
|                 |        |       |                |                     |

| 20 de Fevereiro | Brasil | 13 - 1 | Estados Unidos | Praia de Copacabana |
|                 |        |        |                |                     |

| 21 de Fevereiro | Espanha | 8 - 4 | Itália | Praia de Copacabana |
|                 |         |       |        |                     |

### Group B
| Time     | Pts | J | V | V+ | D | GM | GS | +/- |
| -------- | --- | - | - | -- | - | -- | -- | --- |
| França   | 6   | 3 | 2 | 0  | 1 | 20 | 14 | 6   |
| Portugal | 6   | 3 | 2 | 0  | 1 | 14 | 10 | 4   |
| Uruguai  | 6   | 3 | 2 | 0  | 1 | 9  | 9  | 0   |
| Japão    | 0   | 3 | 0 | 0  | 3 | 14 | 10 | 4   |

| 16 de Fevereiro | Uruguai | 2 - 1 | Japão | Praia de Copacabana |
|                 |         |       |       |                     |

| 17 de Fevereiro | França | 8 - 6 | Portugal | Praia de Copacabana |
|                 |        |       |          |                     |

| 18 de Fevereiro | Portugal | 6 - 2 | Japão | Praia de Copacabana |
|                 |          |       |       |                     |

| 19 de Fevereiro | Uruguai | 6 - 5 | Japão | Praia de Copacabana |
|                 |         |       |       |                     |

| 20 de Fevereiro | Portugal | 6 - 2 | Uruguai | Praia de Copacabana |
|                 |          |       |         |                     |

| 21 de Fevereiro | França | 7 - 2 | Japão | Praia de Copacabana |
|                 |        |       |       |                     |

### Semifinais
| 22 de Fevereiro | Espanha | 5 - 4 | França | Praia de Copacabana |
|                 |         |       |        |                     |

| 22 de Fevereiro | Brasil | 7 - 2 | Portugal | Praia de Copacabana |
|                 |        |       |          |                     |

### Terceiro Lugar
| 6 de Março | Portugal | 7 - 4 | França | Praia de Copacabana |
|            |          |       |        |                     |

### Final
| 23 de Fevereiro | Brasil | 8 - 2 | Espanha | Praia de Copacabana |
|                 |        |       |         |                     |

| Campeonato Mundial de Futebol de Areia 2003 |
| ------------------------------------------- |
| Brasil Campeão (Oitavo título)              |

| Jogador do Torneio : | Artilheiro: | Melhor Goleiro : |
| -------------------- | ----------- | ---------------- |
| ESP Amarelle         | BRA Nenem   | BRA Robertinho   |